# The Great Pretender (album av Freddie Mercury)
The Great Pretender är ett postumt utgivet musikalbum av Freddie Mercury. Det utgavs på ettårsdagen av hans död, den 24 november 1992. 

## Låtförteckning
1. "The Great Pretender (Brian Malouf Mix)" (Ram)
2. "Foolin' Around (Steve Brown Mix)" (Mercury)
3. "Time (Nile Rodgers Mix)" (Clarke/Christie)
4. "Your Kind of Lover (Steve Brown Mix)" (Mercury)
5. "Exercises in Free Love" (Mercury/Moran)
6. "In My Defence (Ron Nevison Mix)" (Clark/Daniels/Soames)
7. "Mr. Bad Guy (Brian Malouf Mix)" (Mercury)
8. "Let's Turn It On (Jeff Lord-Alge Mix)" (Mercury)
9. "Living on My Own (Julian Raymond Mix)" (Mercury)
10. "My Love Is Dangerous (Jeff Lord-Alge Mix)" (Mercury)
11. "Love Kills (Richard Wolf Mix)"  (Mercury/Moroder)